# 烏雲県
烏雲県（うゆん-けん）は中華人民共和国黒竜江省にかつて存在した県。

## 地理
烏雲県は現在の黒竜江省嘉蔭県北部、黒竜江中流右岸に位置した。

## 歴史
烏雲県の前身は清末に設置された烏雲直隷庁である。庁名は黒竜江支流の烏雲河に由来する。烏雲は満州語で「森林」を意味した。
中華民国が成立すると1916年（民国5年）5月15日に黒竜江巡按使公署は地域の中核として黒河道の下に烏雲設治局を設置した。1927年（民国16年）には烏雲設治局南部に新たに仏山設治局が分割され、現在の行政区画がほぼ確定している。
1929年（民国18年）2月2日、黒竜江省は烏雲設治局を三等県の烏雲県に昇格させた。1934年（康徳元年）12月、満州国により新設された黒河省に移管され、満州国崩壊後は再び黒竜江省に移管され黒河専区の管轄とされた。1947年（民国36年）5月、烏雲県の廃止が決定し遜克県に編入、更に1966年12月に嘉蔭県に移管されている。